# Mémorial de bord de route

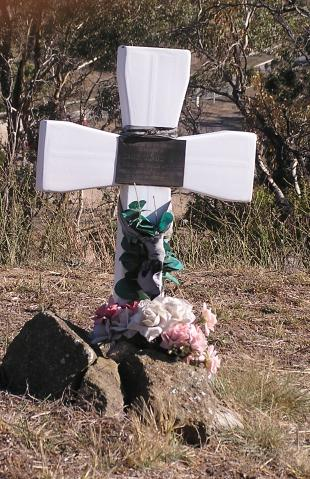
Une croix australienne (Canberra)

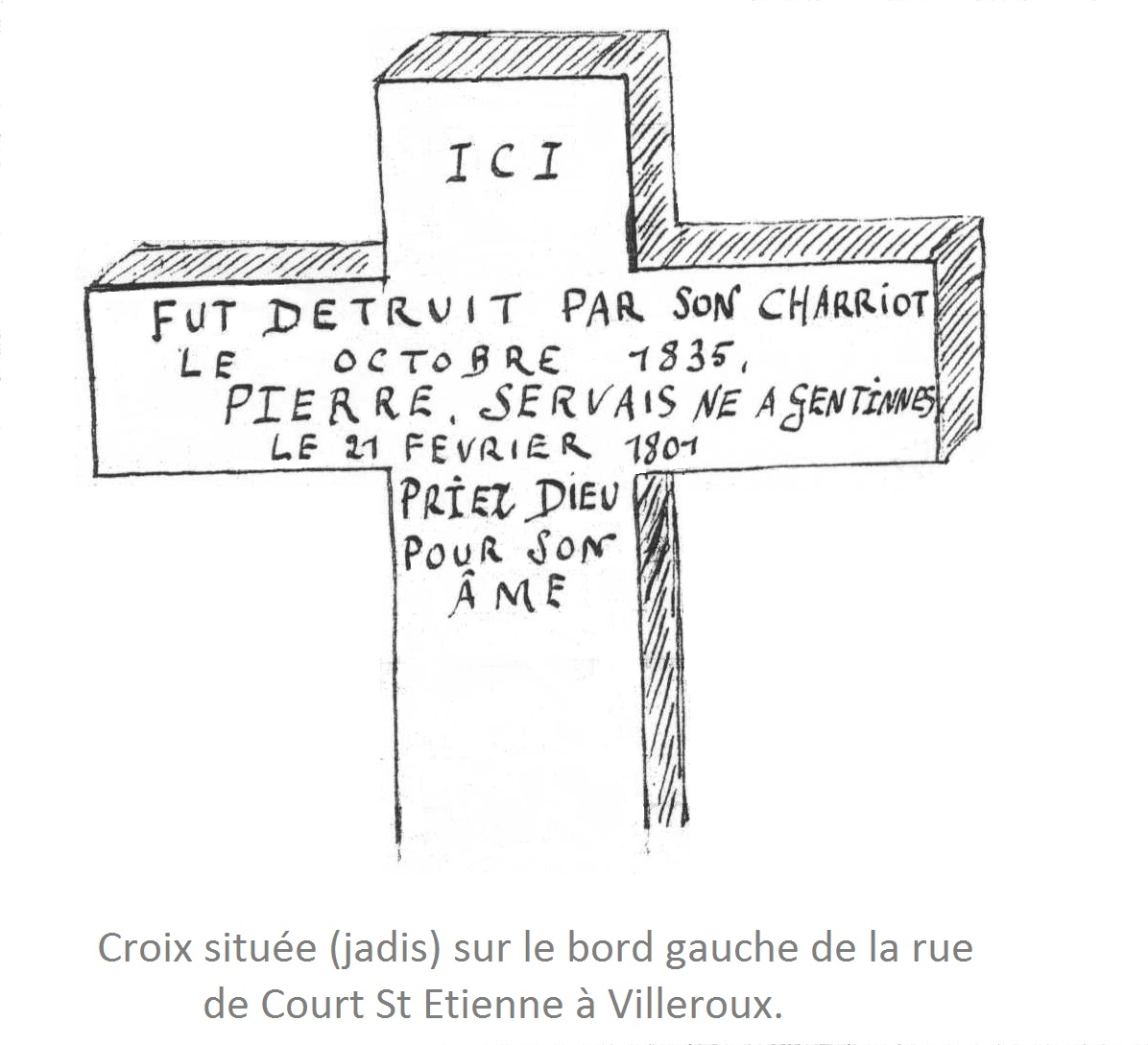
Cénotaphe (croix d'occis) de Pierre Servais (1801-1835) à Villeroux (Belgique)

Les mémoriaux de bords de route sont érigés sur les lieux d'un accident de la route mortel. Ils peuvent consister en la pose de bouquets funéraires, stèles, silhouettes noires, ou croix. Leur pose est le fait d'initiatives individuelles (parents ou amis du défunt), souvent spontanées et entretenues plus ou moins régulièrement. Ces cénotaphes sont également posés dans le cas de crimes ou de suicides, prenant alors l'apparence d'un « nouveau rite funéraire ».
Même si le fait de marquer la « mauvaise mort » (celle arrivée de façon violente, immédiate ou frappant des personnes jeunes) se développe en France depuis quelques années, il n'est pas un phénomène tout à fait récent. En effet, cette « mauvaise mort » a toujours donné lieu à des marquages spécifiques, et des croix datant de la fin du XIXe siècle faisant déjà mentions d'accidents de charrettes ont pu être retrouvées. 
De même, cette pratique est répandue internationalement : on la trouve aux États-Unis, en Australie, en Europe (Belgique, Italie, Irlande, Suisse, Pologne, Grèce) et même en Asie (Thaïlande, Japon). Ces mémoriaux y portent différents noms : croix d'occis, roadside memorials, roadside shrine, altarini, descansos... et ont des aspects divers (la croix australienne ci-contre est typique du monde anglo-saxon).